# Johann Christoph Göring
Johann Christoph Göring (* kurz vor dem 31. Oktober 1624 in Wenigensömmern bei Sömmerda; † 1684 in Blekendorf bei Plön in Holstein) war ein Pfarrer und Liederdichter. 

## Leben
Sein Vater, der Pfarrer Johann Göring, war freundschaftlich verbunden mit dem Weimarer Gelehrten Caspar von Teutleben. Göring studierte Theologie in Erfurt und ab 1645 an der Universität Jena. Anschließend lebte er für einige Jahre in Hamburg. Von 1656 bis zu seinem Tod 1684 amtierte er als Pastor für das Adlige Gut Futterkamp an der St. Claren-Kirche in Blekendorf bei Lütjenburg.
Göring war Verfasser des 1645 erschienenen Liederbuchs Liebes-Meyen-Blühmlein. Mit fünf Auflagen erreichte die Liedsammlung eine für das 17. Jahrhundert ungewöhnlich große Verbreitung. Seine Gedichte griffen auf das Volkslied und die Typik von Liebesglück und Abschiedsschmerz zurück, die später von der Trivialliteratur aufgenommen wurde.

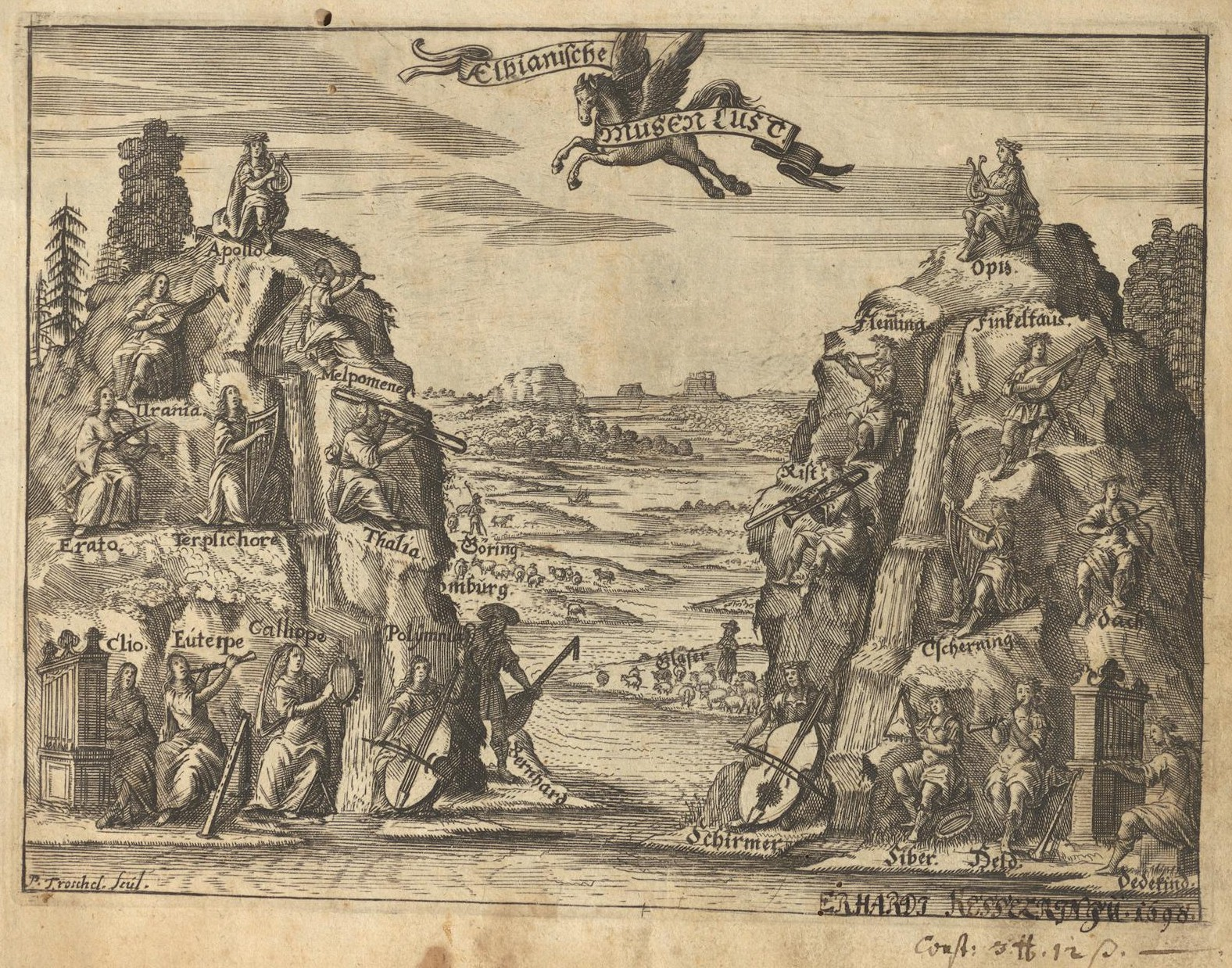
Aelbianische Musen-Lust, Frontispiz-Kupferstich

Auf dem Frontispiz-Stich von Constantin Christian Dedekinds Sammlung Aelbianische Musenlust in 175. unterschiedlicher Poeten auserlesenen mit ahnmuhtigen Melodeien beseelten,|Lust- Ehren- Zucht- und Tugendlichern, bestehende. Dresden/Leipzig 1665 ist Göring als Hirte im Hintergrund dargestellt. Erkennbar sind die dargestellten Dichter und die Musen durch die Namen auf dem Stich.

## Werke
- Liebes-Meyen-Blühmlein oder Venus-Rosen-Kräntzlein, 1645.
  - doi:10.25673/opendata2-18460, Digitalisat der 3. Auflage Hamburg 1652